# Petru Rareș

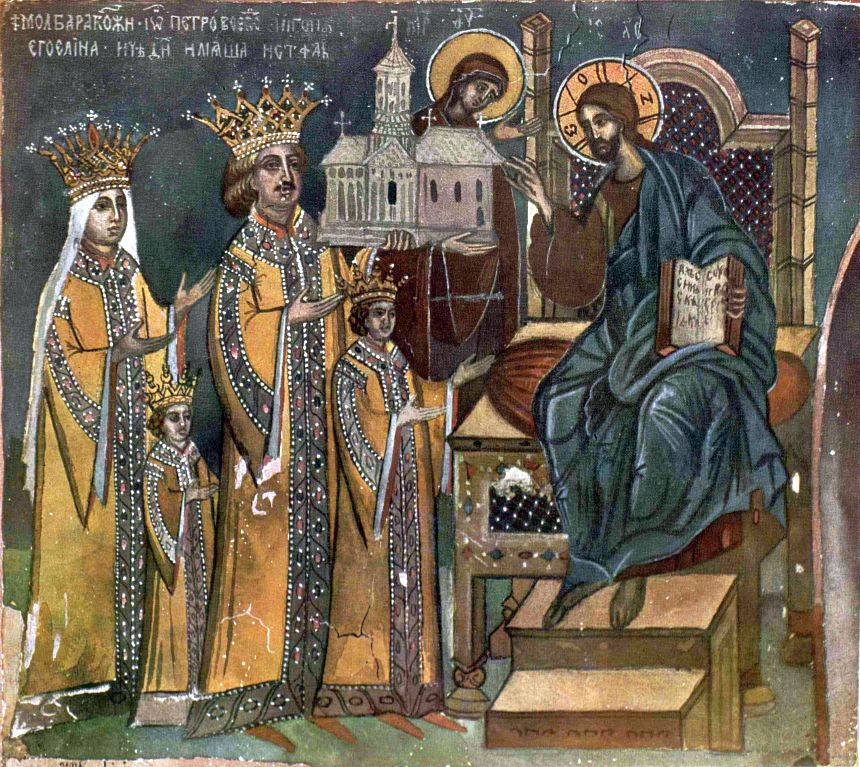
Petru Rareș

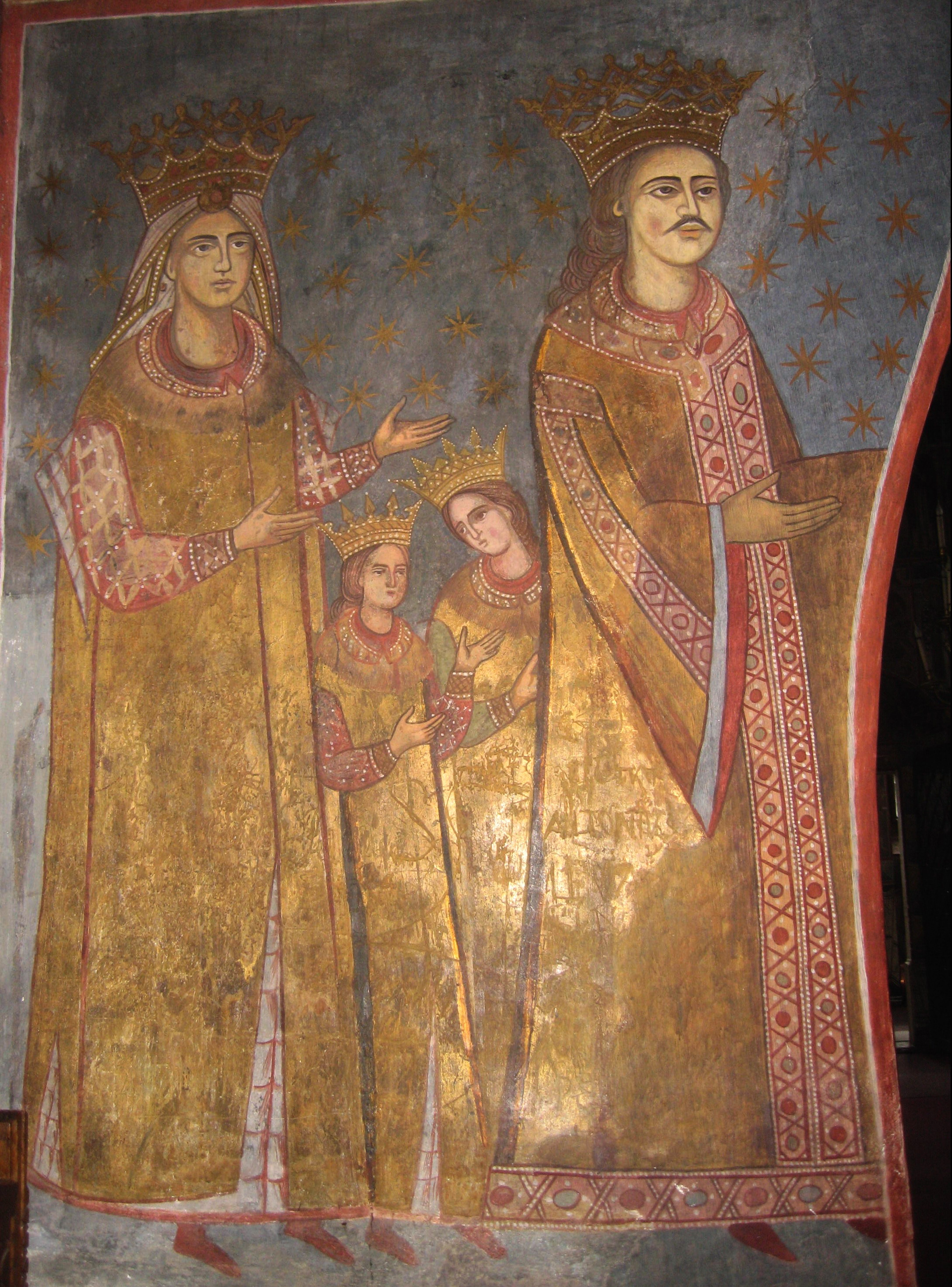
Petru Rareș mit Familie

Petru IV. Rareș (* 1483; † 3. September 1546 in Suceava) war zweimal Woiwode des Fürstentums Moldau, zuerst von 1527 bis 1538, sodann von 1541 bis 1546. Mehrere seiner Nachfahren regierten dieses Land ebenfalls.

## Biographie

### Herkunft und Familie
Petru war ein unehelicher Sohn des Fürsten Ștefan cel Mare und einer gewissen Răreșoaia.
Über seine frühen Jahre ist wenig bekannt. Der Chronist Ion Neculce (1672–1745) stellte fest, dass er im Gebiet von Galați mit Fischen handelte und mit großen, von Ochsen gezogenen Karren (sogenannte maje) transportierte, der Grund, warum er „Măjariul“ genannt wurde.
Zum Zeitpunkt seiner Thronbesteigung war er mit einer Maria verheiratet, mit der er offenbar fünf Kinder hatte: Bogdan, erwähnt als Mitglied im herrschaftlichen Rat zwischen Februar 1528 und März 1534, Chiajna, verheiratet im Juni 1546 mit Mircea Ciobanul, Fürst der Walachei, Ion († 1532) gestorben als Kind, Ana, verehelicht im Jahre 1531 mit Vlad VI. Înecatul, ebenfalls Fürst der Walachei, und Maria, verheiratet (höchstwahrscheinlich) mit dem moldauischen Kanzler (logofăt) Ion Movilă und somit Mutter der Fürsten Ieremia und Simion Movilă. Nach dem Tod seiner ersten Gattin heiratete er Elena (1502–1552), Tochter des serbischen Despoten Jovan Branković, von der er vier Kinder hatte, die moldauischen Herrscher Iliaș II. Rareș (1531–1562) und Ștefan VI. Rareș (1531–1552), Constantin (1542–1554) und Ruxandra (1538–1570), die Frau des Fürsten Alexandru Lăpușneanu (1500–1568).

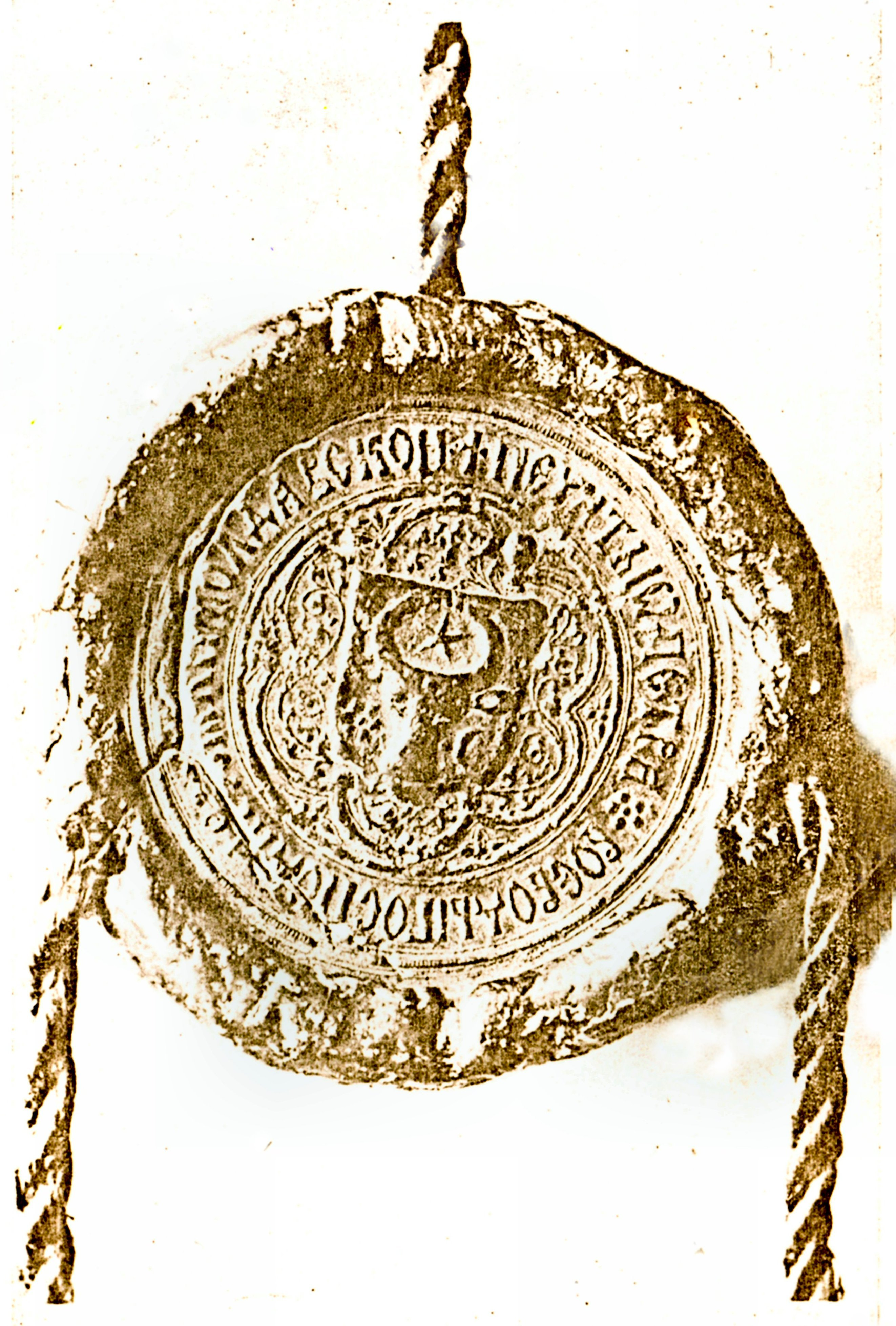
Siegel des Petru Rareș 1533

### Erste Regierungszeit
Petru wurde am 20. Januar 1527 von den moldauischen Bojaren des moldauischen Diwans zu ihrem Fürsten gewählt.
Während der Kämpfe in Ungarn zwischen Ferdinand von Habsburg und Johann Zápolya stand er anfangs auf Seiten Ferdinands, aber nachdem die Türken Zápolya anerkannt hatten, unterstützte er, als Gegenleistung für die Festung Bistrița, diesen, fiel in Siebenbürgen ein und schlug Ferdinands Heer in Feldioara bei Brașov am 22. Juni 1529. Als Dank überschrieb ihm Zápolya auch die Festung Unguraș im Komitat Doboka. Danach wendete er sich gegen das Königreich Polen und besetzte im Jahr 1530 Pokutien, wurde jedoch vom polnischen Heerführer Jan Amor Tarnowski im folgenden Jahr in der Schlacht von Obertyn besiegt und musste sich zurückziehen.

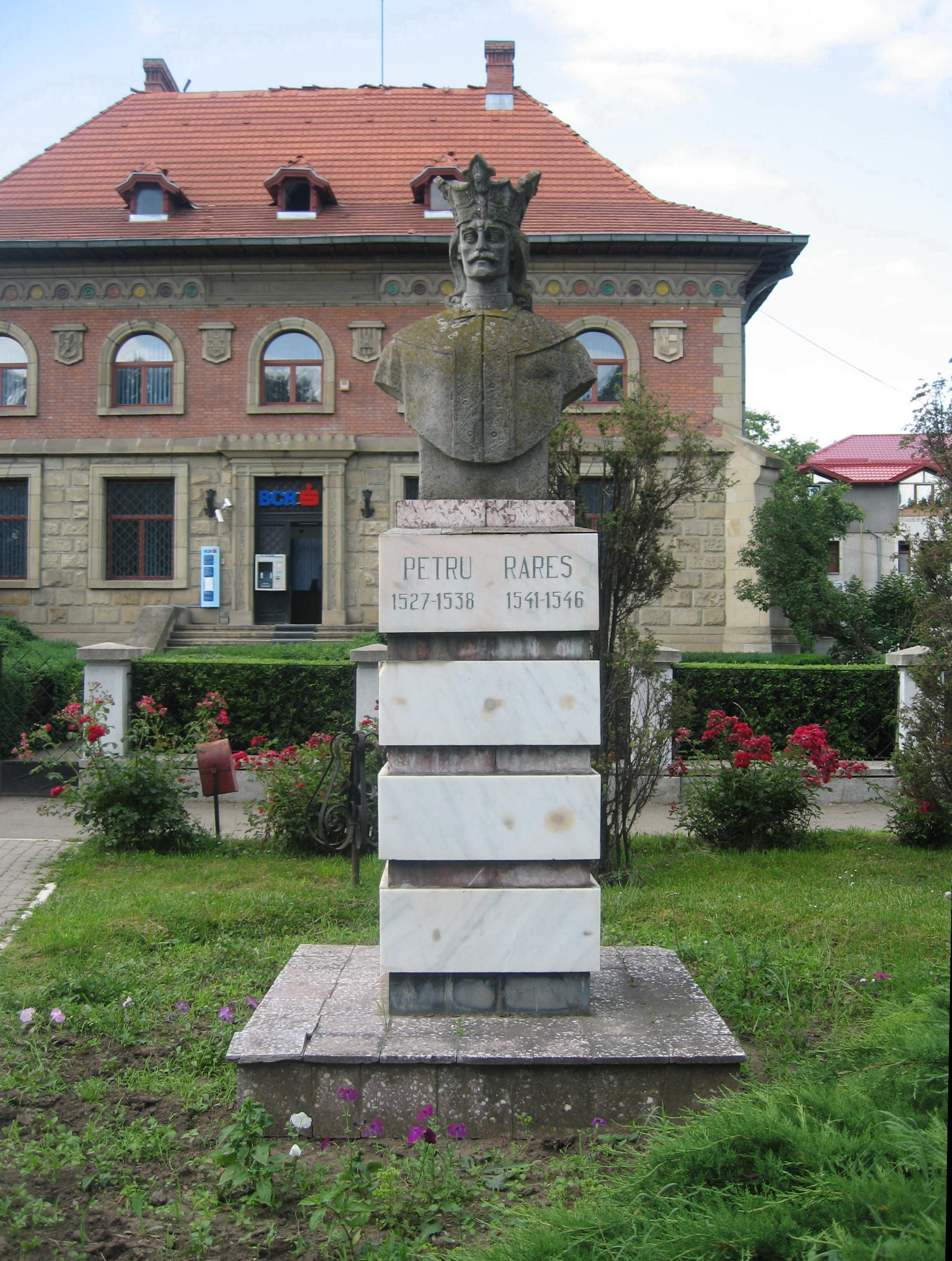
Büste des Petru Rareş in Rădăuți

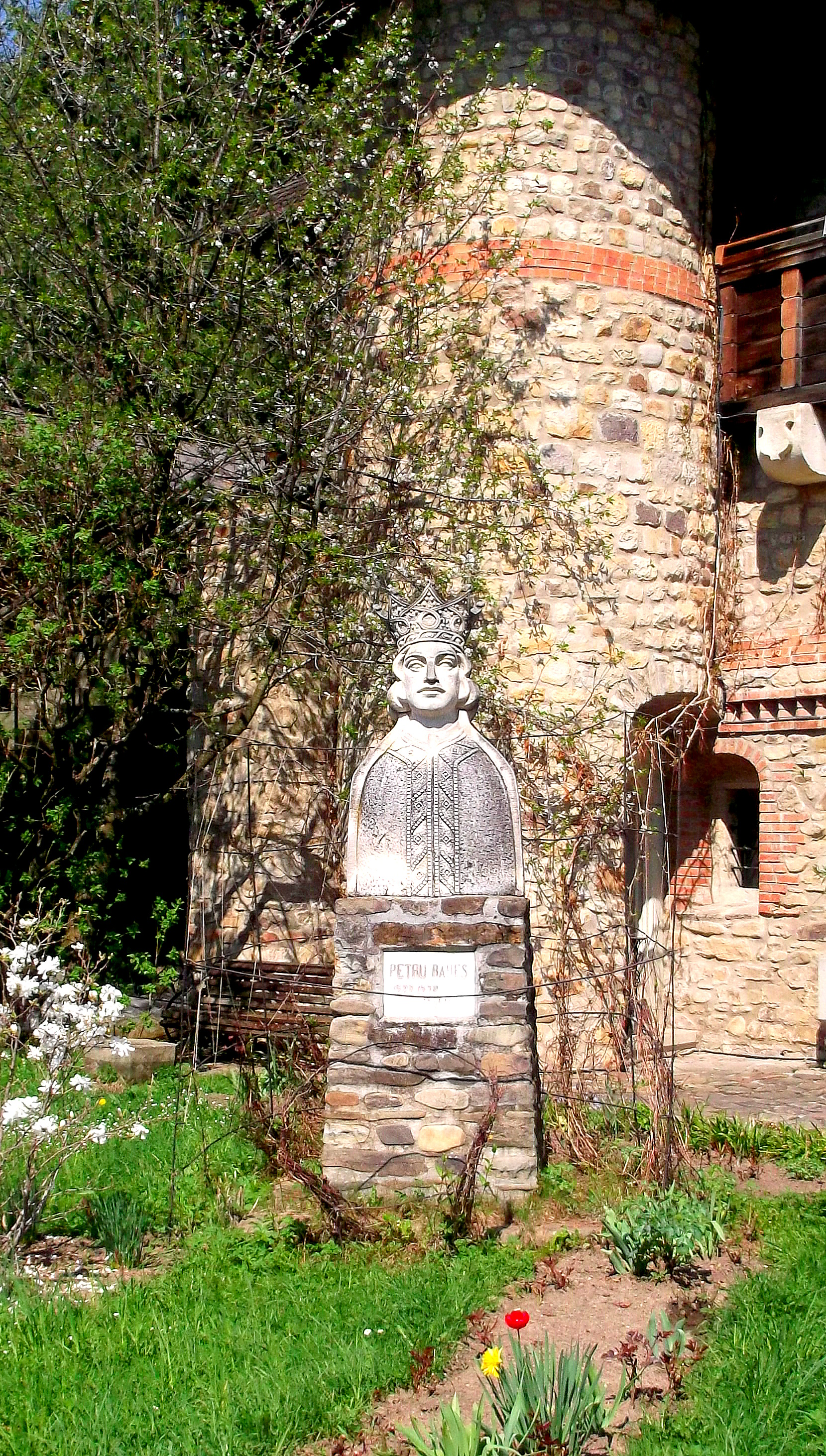
Büste des Petru Rareş in Kloster Moldovița

Im Jahr 1534 wendete sich der Woiwode wieder Siebenbürgen zu. Nachdem sich Kaiser Ferdinand und König Johann Zápolya auf die Errichtung eines Fürstentums Transsilvanien geeinigt hatten, wurde der rumänischstämmige Ștefan Mailat (ungarisch: István Majláth, † 1550 in Konstantinopel) zu diesem bestimmt. Infolgedessen fiel der am osmanischen Dīwān angesehene Italiener Aloisio Gritti, Sohn des Dogen von Venedig Andrea Gritti, mit türkischer Unterstützung ins Land ein, in der Absicht Gouverneur des Landes zu werden. Er wurde aber von Mailat genötigt, sich in die Festung Mediaș zurückzuziehen. Rareș, ursprünglich zur Unterstützung Grittis angefordert, wechselte die Seiten. Die Festung wurde eingenommen und Gritti am 28. September 1534 hingerichtet, seine beiden Söhne kurze Zeit später in Iași.
Die Strafe für seinen Verrat ließ aber auf sich warten, da die Türken mit kriegerischen Auseinandersetzungen in Persien beschäftigt waren. Der „Heilige Krieg für die Moldau“ (Gazây-i Kara Boğdan) begann am 8. Juli 1538, als Sultan Süleyman der Prächtige mit 200.000 Mann unterstützt von Tataren und 3000 Munteniern ins Land einmarschierte. Petru verfügte über 70.000 Soldaten, auch unterstützten ihn polnische Einheiten. Er bereitete sich darauf vor, die Feinde bei Dracșani in der Nähe von Botoșani zu bekämpfen. Dazu kam es jedoch nicht mehr, da ihm ein Großteil der eigenen Bojaren aus Angst die Gefolgschaft verweigerte und dem Sultan somit ermöglichte, am 17. September 1538 in die Hauptstadt Suceava einzumarschieren. Dieser Verrat kam die Moldauer teuer zu stehen. Zuerst wurden die Schatzkammern geplündert (darunter das Schwert Stefan des Großen), sodann mussten die Bojaren der Annexion von Tighina und des Gebietes Bugeacul zustimmen, schließlich wurde, zum ersten Mal in der Geschichte des Fürstentums, ein neuer Herrscher durch die Osmanen bestimmt, Ștefan Lăcustă. Dieser sollte sich noch als eine Geißel für das Land erweisen.
Petru Rareș musste fliehen und erreichte auf Umwegen die Festung Ciceu, die im heutigen Kreis Bistrița-Năsăud lag, wo ihn seine zweite Frau Elena und die Kinder erwarteten.

### Zweite Regierungszeit

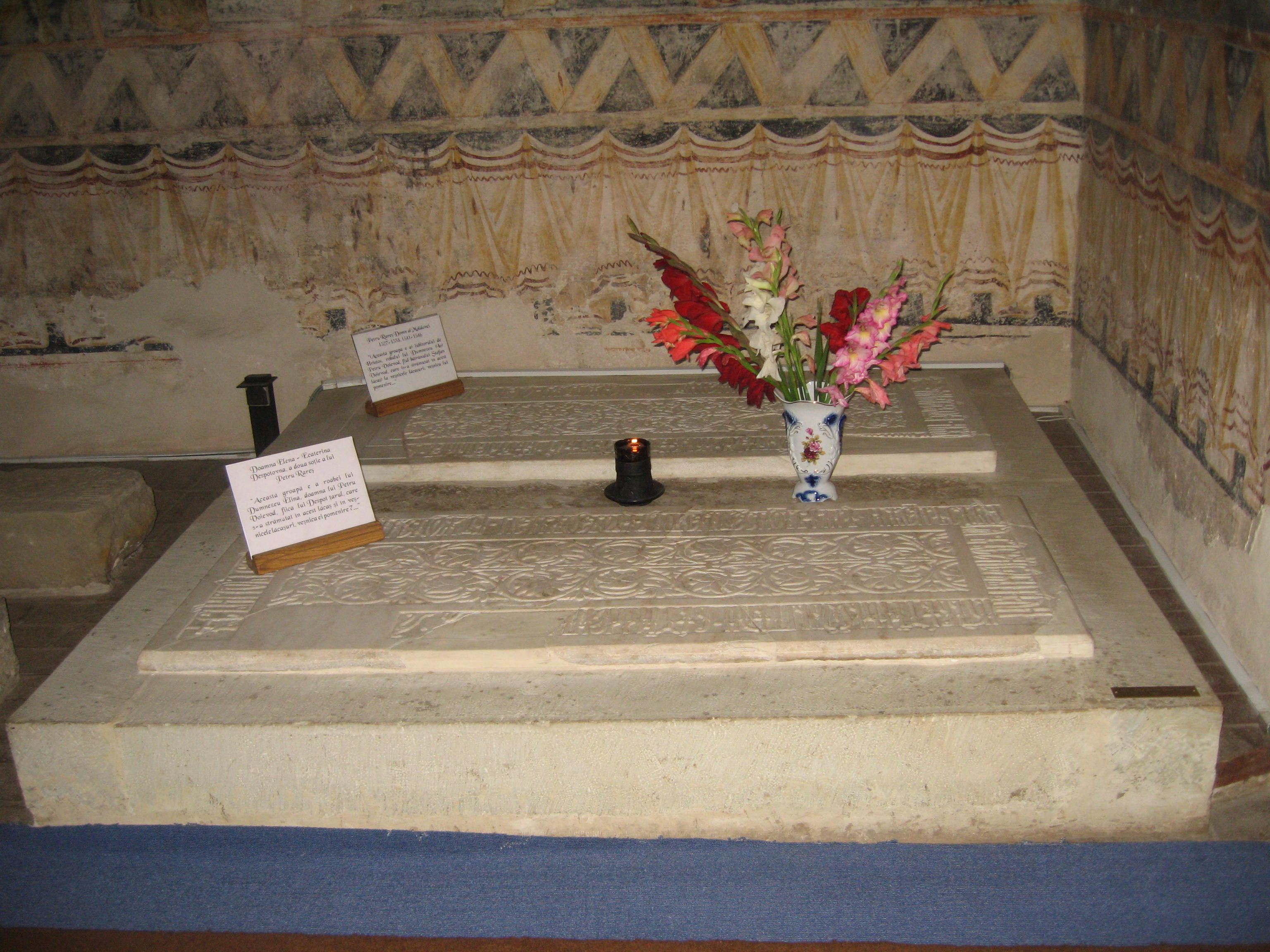
Grab des Petru Rareș, Kloster Probota

Nach zwei Jahren gelang es ihm endlich, die Vergebung des Sultans zu erlangen. Um aber wieder den moldauischen Thron besteigen zu können, musste er eine Vorgabe des Diwans erfüllen, nämlich die Entfernung des von den Bojaren – denselben, die ihn 1538 gestürzt hatten – für Lăcustă ohne die Zustimmung Konstantinopels inthronisierten Alexandru Cornea. So erhielt er am 9. Januar 1541, diesmal nur als Vasall, die Investiturfahne des Sultans und begab sich mit einem Heer in die Moldau. Es gelang ihm, Cornea in Galați gefangen zu nehmen und hinzurichten. Auch mit den Hauptverrätern von 1538, den Bojaren Mihu, Trotuşanu, Crasnăş und Cozma, kannte er keine Gnade. Er trieb sie in Roman auf und ließ sie am 11. März 1541 exekutieren. Noch im gleichen Jahr nahm er im Auftrag des Sultans in Făgăraș Fürst Ștefan Mailat gefangen und schickte ihn nach Konstantinopel.
Danach hegte er erneut Pläne gegen die Türken. Seine enthusiastische Beteiligung an Plänen für einen Kreuzzug durch christliche Fürsten gegen die Osmanen erwies sich als ein weiterer Fehlschlag. Er lieh dem Initiator des geplanten Kreuzzugs, Joachim II. von Brandenburg, 200.000 Gulden, aber das Vorhaben wurde nach der vergeblichen Belagerung von Buda 1542 aufgegeben.
Nach den Erfahrungen seines Herrschaftsverlustes hatte Petru nicht mehr das Selbstvertrauen, weitere Kriege zu führen, zumal er seit der Ermordung seines Schwiegersohns Vlad VII. Vintilă keine Verbindungen mehr zur Walachei hatte. Er wusste, dass er die von Soliman geraubten Festungen und den Buceac nicht zurückerobern konnte; auch ließ der Sultan die Mauern seiner Festungen Ciceu und Cetatea de Baltă von Georg Martinuzzi schleifen, und er behielt sie nur als einfaches Lehen (1544). In den letzten Lebensjahren widmete er sich weiterhin der Kunst und Architektur.
Im kirchlichen und künstlerischen Bereich setzte dieser Herrscher die Tradition seines Vaters Stefans des Großen fort. Mit Unterstützung seiner Frau Elena ließ er schon früh zahlreiche Kirchen und Klöster renovieren oder neu bauen, darunter das Kloster Probota (1530), die Kirche Mariä Himmelfahrt in Baia (1532), die Kirche des Hl. Demeter in Hârlău, das Kloster Moldovița (1537), das Kloster Humor (1535), später das Kloster Rarău, die Kirche zum Hl. Demeter in Suceava, das Kloster Caracalu am Berg Athos, das Kloster Râșca (1542) sowie weitere Bauwerke in Botoșani, Târgu Frumos und Roman. Als das gelungenste Bauwerk wird das Kloster Probota erachtet. Der Fürst wurde in diesem Hause, das er einst gestiftet hatte, zur letzten Ruhe gebettet.
Petru Rareș hatte mehrere Qualitäten seines Vaters geerbt: Ehrgeiz, Kühnheit, Mut, Religiosität und künstlerischen Geschmack. Ihm fehlte jedoch das politische Gespür, so dass er sich immer wieder auf Ränkespiele einließ, denen er letztlich nicht gewachsen war.
Nach ihm sind heute zwei Orte gleichen Namens in den Kreisen Bistrița-Năsăud und Arad sowie zahlreiche Straßen und Schulen in Rumänien benannt.